# Svärdsö
Svärdsö is een plaats in de gemeente Nynäshamn in het landschap Södermanland en de provincie Stockholms län in Zweden. De plaats heeft 152 inwoners (2005) en een oppervlakte van 131 hectare.